# Pacific Crest Trail
Le Pacific Crest Trail ou Pacific Crest National Scenic Trail, abrégé PCT (Chemin des crêtes du Pacifique en français), est un sentier de grande randonnée et d'équitation de l'ouest des États-Unis. Allant de la frontière mexicaine à la frontière canadienne, il est long de 4 240 km. Il parcourt la plus grande partie de la Sierra Nevada et de la chaîne des Cascades (Cascade Range). Le Pacific Crest Trail est situé entre 160 et 241 km de l'océan Pacifique, parallèle à celui-ci. Son point le plus haut culmine à 4 009 mètres d'altitude, au col Forester, dans la Sierra Nevada, son point le plus bas est à 42,6 mètres, à Cascade Locks, dans l'Oregon.
Il fut l'un des deux National Scenic Trails (avec le sentier des Appalaches) conçus en 1968 lors de la création du National Trails System par le Congrès américain (il en existe huit en 2008). Ce titre lui fut attribué car il traverse de nombreux parcs naturels. Il a été officiellement terminé en 1993. Le Pacific Crest Trail est l'un des trois plus longs et célèbres sentiers américains, avec le sentier des Appalaches et le Continental Divide Trail (chemin de la ligne de partage des eaux), constituant la triple couronne de la randonnée.

## Itinéraire
Le sentier traverse principalement des National Forests, forêts et zones boisées protégées et des milieux sauvages préservés et il n'y a que peu d'habitats le long du sentier. Il traverse trois États américains : Californie, Oregon et État de Washington.

## Parcours de l'intégralité du sentier
Chaque année, environ 4500 randonneurs tentent de parcourir l'intégralité du sentier. Appelés les thru-hikers, seuls 500 environ réussissent et il leur faut entre 4 et 6 mois. La plupart des thru-hikers partent de la frontière du Mexique pour terminer à peu près à la frontière du Canada. La meilleure saison pour parcourir le sentier du sud au nord est de partir fin avril pour terminer environ fin septembre, évitant ainsi les fortes chaleurs estivales du sud de la Californie et le début de l'hiver dans le nord-ouest américain. La plupart des randonneurs parcourent environ 32 km par jour.
En 1970, Eric Ryback, un étudiant âgé de 17 ans, est le premier thru-hiker, partant du nord, qui aurait parcouru la totalité du sentier. Mais certains soulignent le fait qu'il n'aurait pas accompli à pied tout le trajet. Il a écrit un livre, publié en 1971, The High Adventure of Eric Ryback: Canada to Mexico on Foot.
Le premier à avoir parcouru dans son intégralité le sentier, du sud au nord, est Richard Watson, terminant le 1er septembre 1972. La première femme à l'avoir fait est Mary Carstens, en 1972, accompagnée de Jeff Smukler. La plus jeune personne est Mary Chambers, âgée de 10 ans, d'avril à octobre 2004, accompagnée de ses parents. Sa mère, Barbara Egbert, a écrit un livre sur leur aventure sous le nom de Zero Days, publié en janvier 2008.
Le record du parcours le plus rapide est détenu par le Belge Karel Sabbe qui termine le Pacific Crest Trail en 2023 du sud au nord en 46 jours. La liste des records est tenue à jour sur le site des Fastest known times : FKT : Pacific Crest Trail (CA, OR, WA).
Scott Williamson est le premier à avoir effectué le PCT aller et retour, en novembre 2004, après 3 tentatives. Il a ainsi marché 8 529,5 km en 197 jours, soit environ 56 à 65 km par jour. Son sac pesait seulement 3,8 kg, sans compter la nourriture et l'eau. Il a refait la traversée du PCT aller et retour, battant son record précédent de 2 semaines, le 28 novembre 2006.

## Lieux d'attraits et d'intérêt
Ces lieux sont le long et adjacents au sentier. Ils sont listés par rapport à leur position, du sud au nord. Les numéros entre parenthèses correspondent à ceux indiqués sur la carte de l'itinéraire du PCT.

### Californie

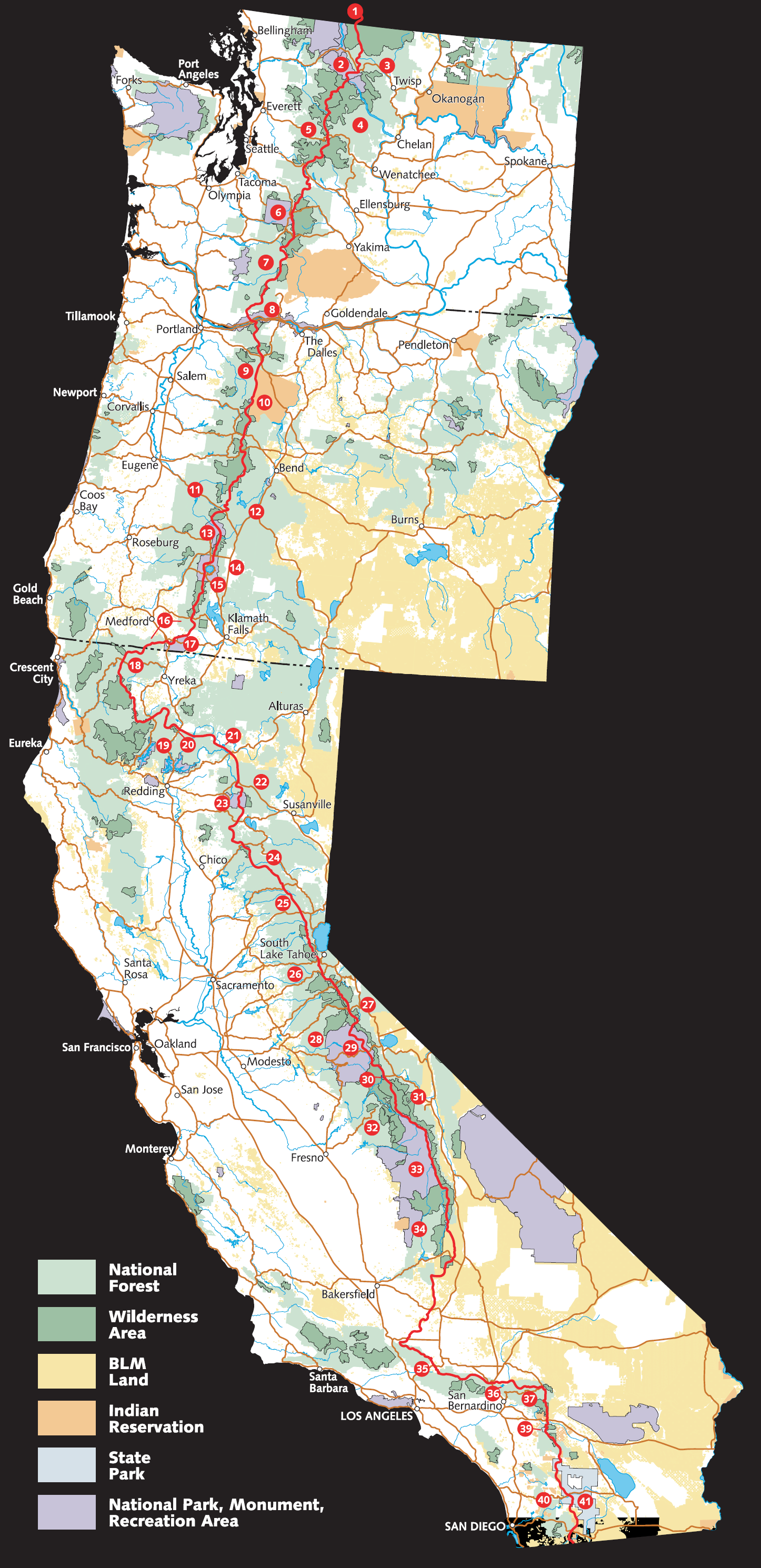
Carte d'itinéraire du PCT

- Campo, près de la frontière Mexique-États-Unis
- Parc d'État d'Anza-Borrego Desert (41)
- Forêt Nationale de Cleveland (40)
- Mount San Jacinto State Park (en) (39)
- Santa Rosa and San Jacinto Mountains National Monument (38)
- Forêt nationale de San Bernardino (37)
  - Lac Big Bear
- Silverwood Lake (36)
- Cajon Pass
- Forêt Nationale d'Angeles (35)
- Forêt nationale de Sequoia (34)
- Vasquez Rocks
- Owens Peak Wilderness
- Parc national de Kings Canyon (33)
  - Forester Pass, le point culminant du PCT.
- Forêt nationale de Sierra (32)
- Forêt nationale d'Inyo (31)
  - John Muir Wilderness
- Ansel Adams Wilderness (30)
  - Devils Postpile National Monument
- Parc national de Yosemite (29)
  - Tuolumne Meadows
- Forêt nationale de Stanislaus (28)
- Forêt nationale de Humboldt-Toiyabe (27)
- Forêt nationale d'Eldorado (26)
  - Desolation Wilderness
- Forêt nationale de Tahoe (25)
- Forêt nationale de Plumas (24)
- Forêt Nationale de Lassen (22)
  - Parc national de Lassen Volcanic (23)
- McArthur-Burney Falls Memorial State Park (21)
- Forêt Nationale de Shasta-Trinity (19)
  - Castle Crags Wilderness (20)
- Forêt nationale de Shasta-Trinity (18)

### Oregon
- Cascade-Siskiyou National Monument (17)
- Forêt nationale de Rogue River-Siskiyou (16) and Forêt Nationale de Winema (14)
  - Sky Lakes Wilderness
- Parc national de Crater Lake (15)
  - Crater Lake
- Forêt Nationale d'Umpqua (13)
  - Mont Thielsen
- Forêt Nationale de Willamette (11) et Forêt Nationale de Deschutes (12)
  - Diamond Peak Wilderness
  - Lac Waldo
  - Three Sisters Wilderness
    - McKenzie River

  - Mont Washington Wilderness
  - Mont Jefferson Wilderness
- Forêt Nationale du Mont Hood (9)
  - Olallie Scenic Area
  - Réserve indienne de Warm Springs (10)
  - Timberline Lodge
  - Mont Hood Wilderness
    - Lolo Pass
- Columbia River Gorge (8)
  - Mark O. Hatfield Wilderness
  - Cascade Locks, le point le plus bas du PCT.
  - Bridge of the Gods

### Washington
- Forêt Nationale de Gifford Pinchot (7)
  - Indian Heaven Wilderness
  - Mont Adams
- Forêt Nationale du Mont Baker-Snoqualmie (5)
  - Goat Rocks Wilderness
  - Norse Peak Wilderness
  - Alpine Lakes Wilderness
  - Henry M. Jackson Wilderness
  - Glacier Peak Wilderness
- parc national du mont Rainier (6)
  - Chinook Pass
- Snoqualmie Pass
- Stevens Pass
- Lake Chelan National Recreation Area
  - Stehekin (Washington)
- Parc national des North Cascades (2)
- Boundary Monument 78, à la frontière États-Unis-Canada

### Colombie-Britannique,Canada
- E.C. Manning Provincial Park (1)

## Galerie

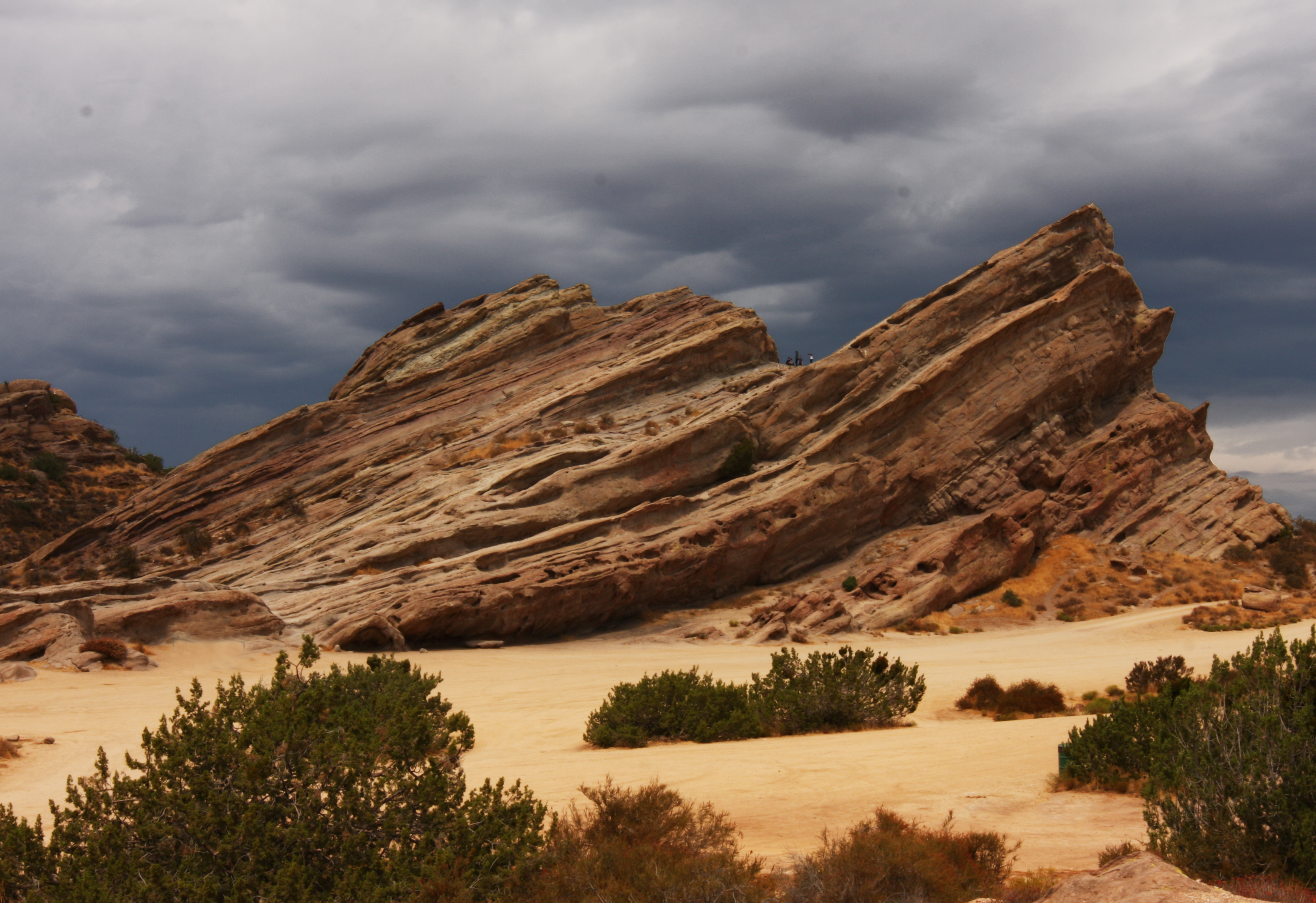
Vasquez Rocks
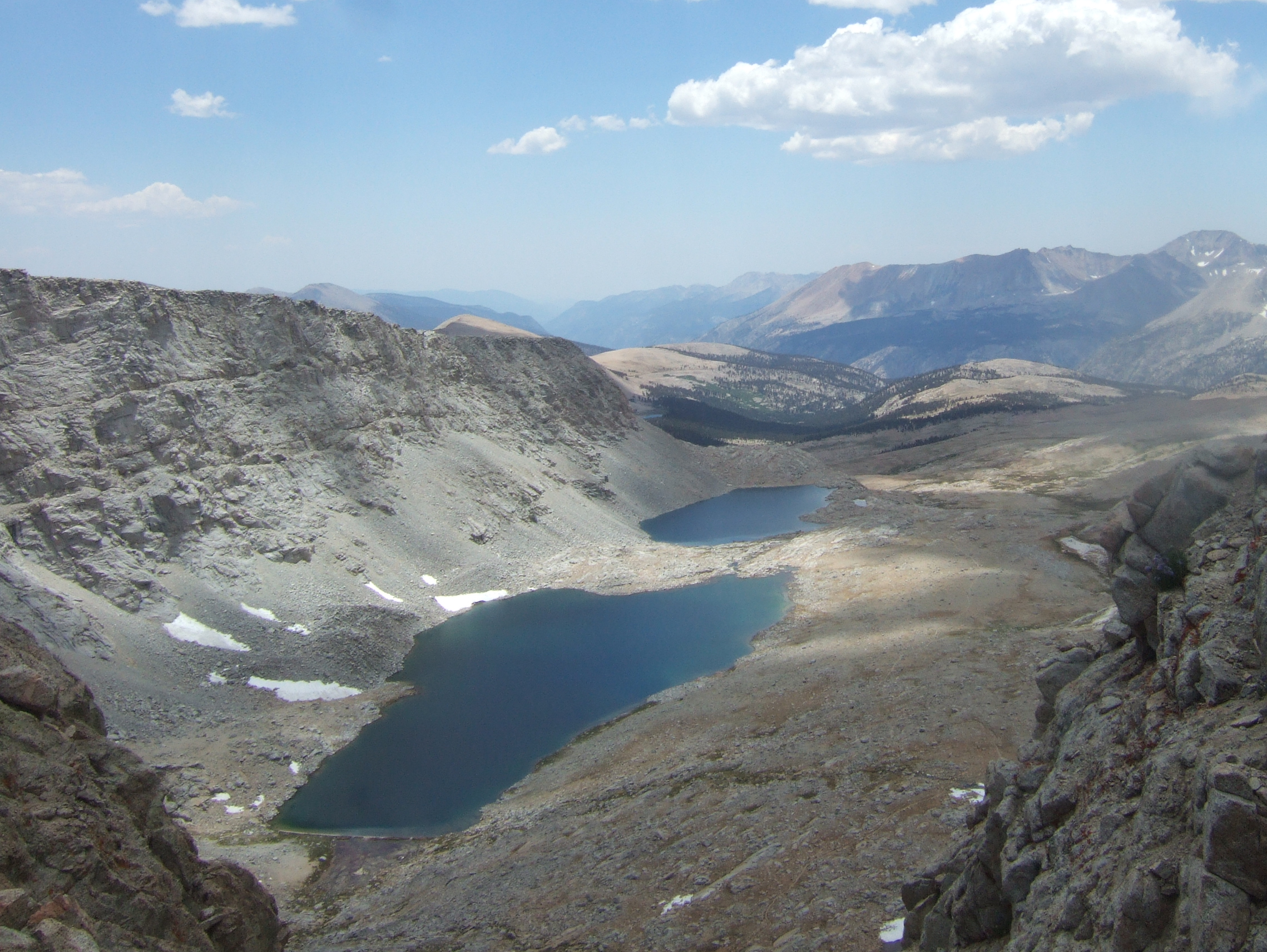
Parc national de Kings Canyon - Forester Pass
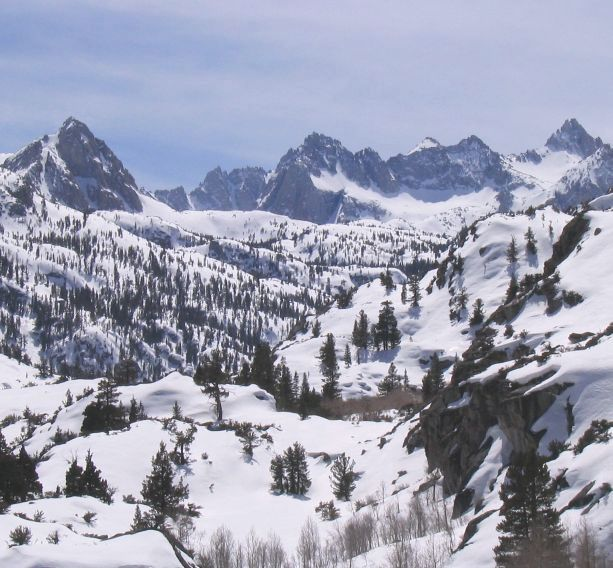
John Muir Wilderness
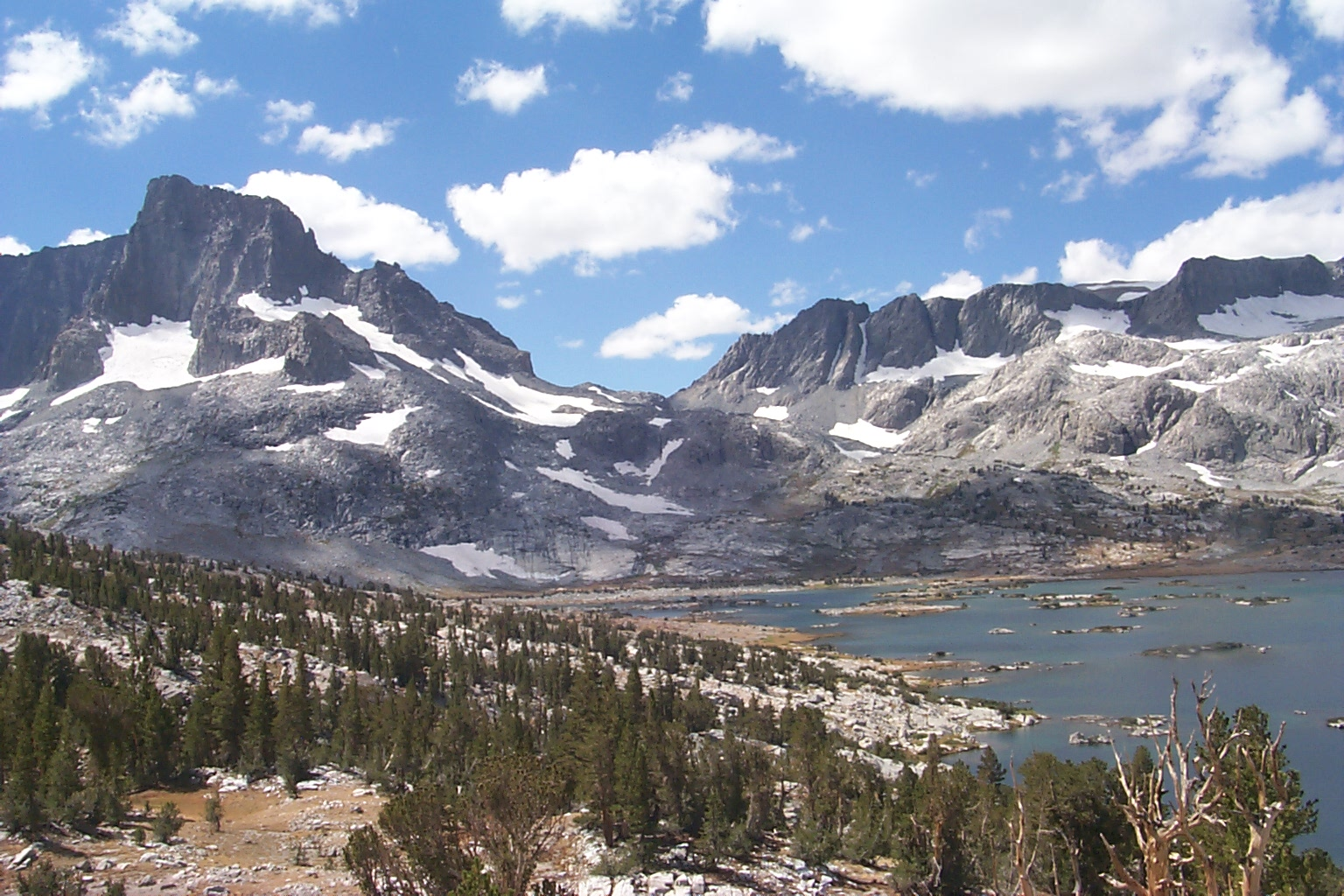
Ansel Adams Wilderness
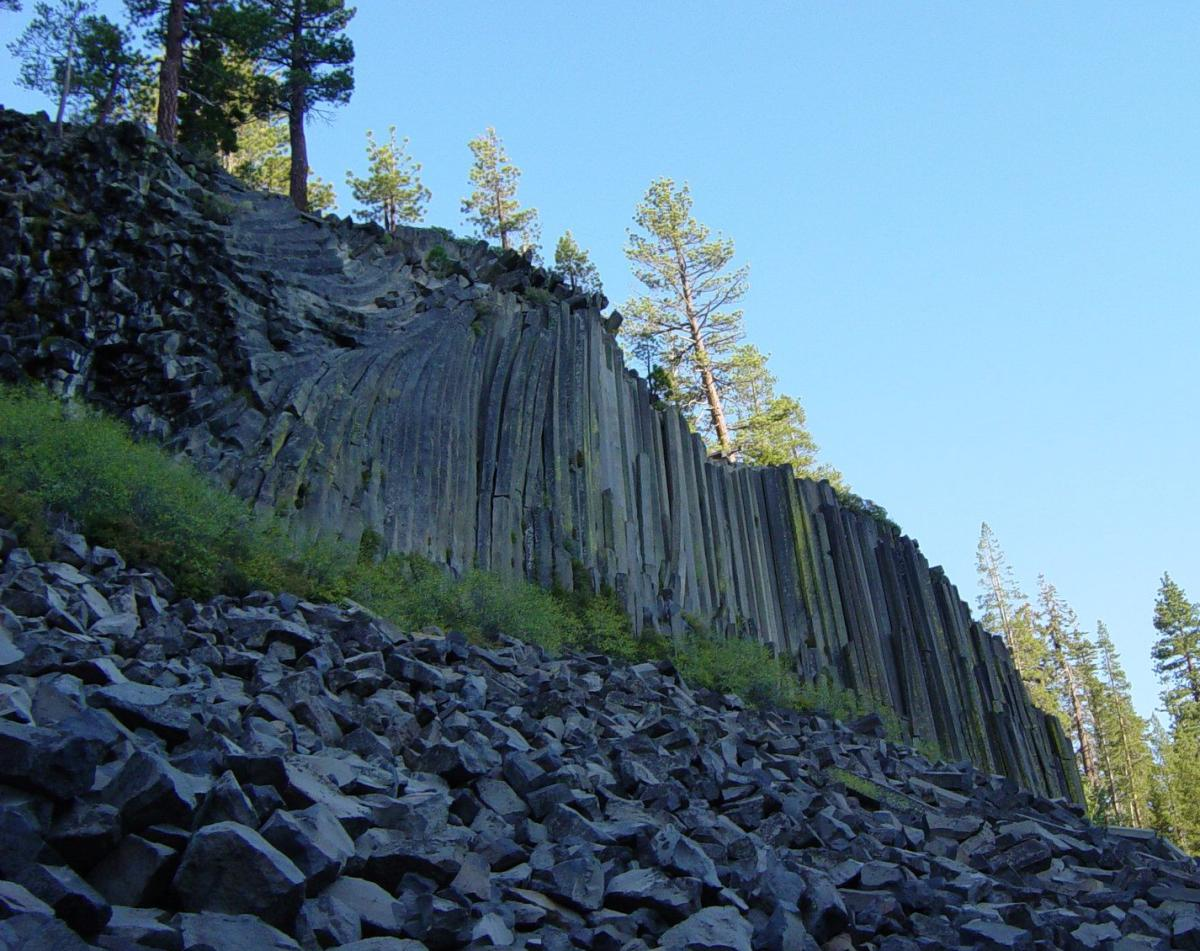
Devils Postpile National Monument
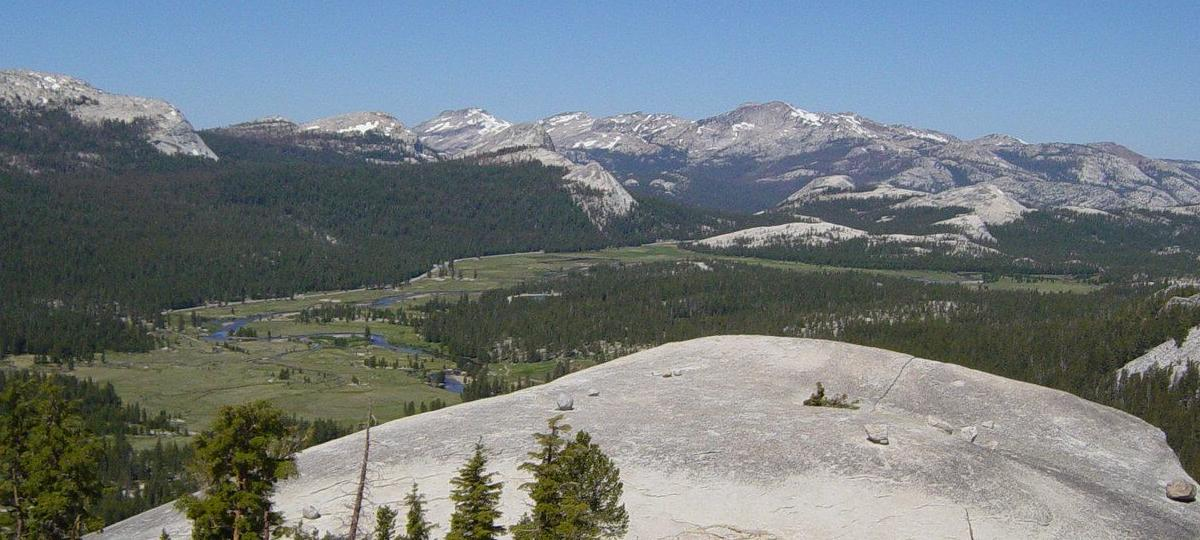
Tuolumne Meadows, Parc national de Yosemite
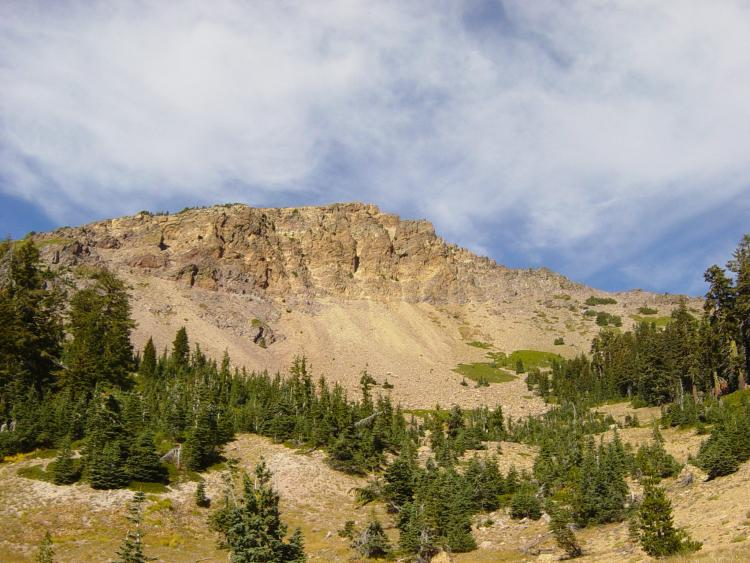
Parc national de Lassen Volcanic
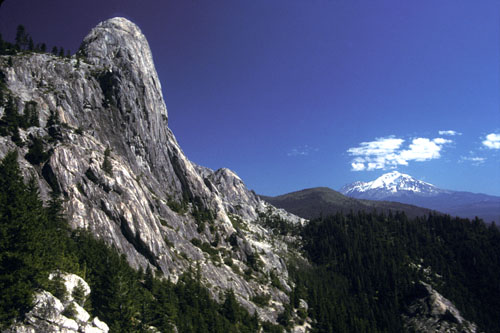
Castle Crags Wilderness
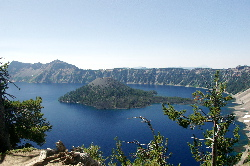
Parc national de Crater Lake
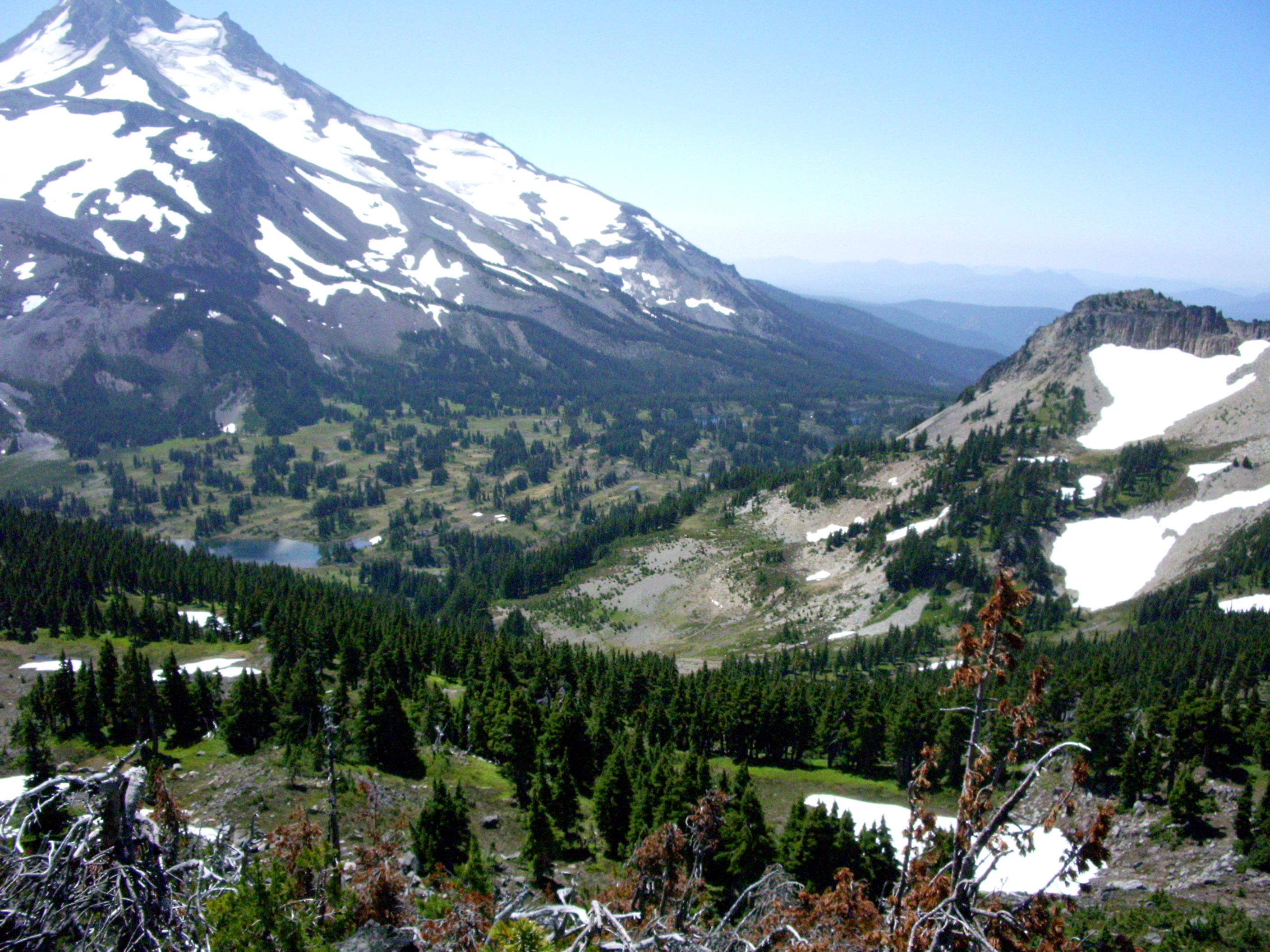
Mont Jefferson
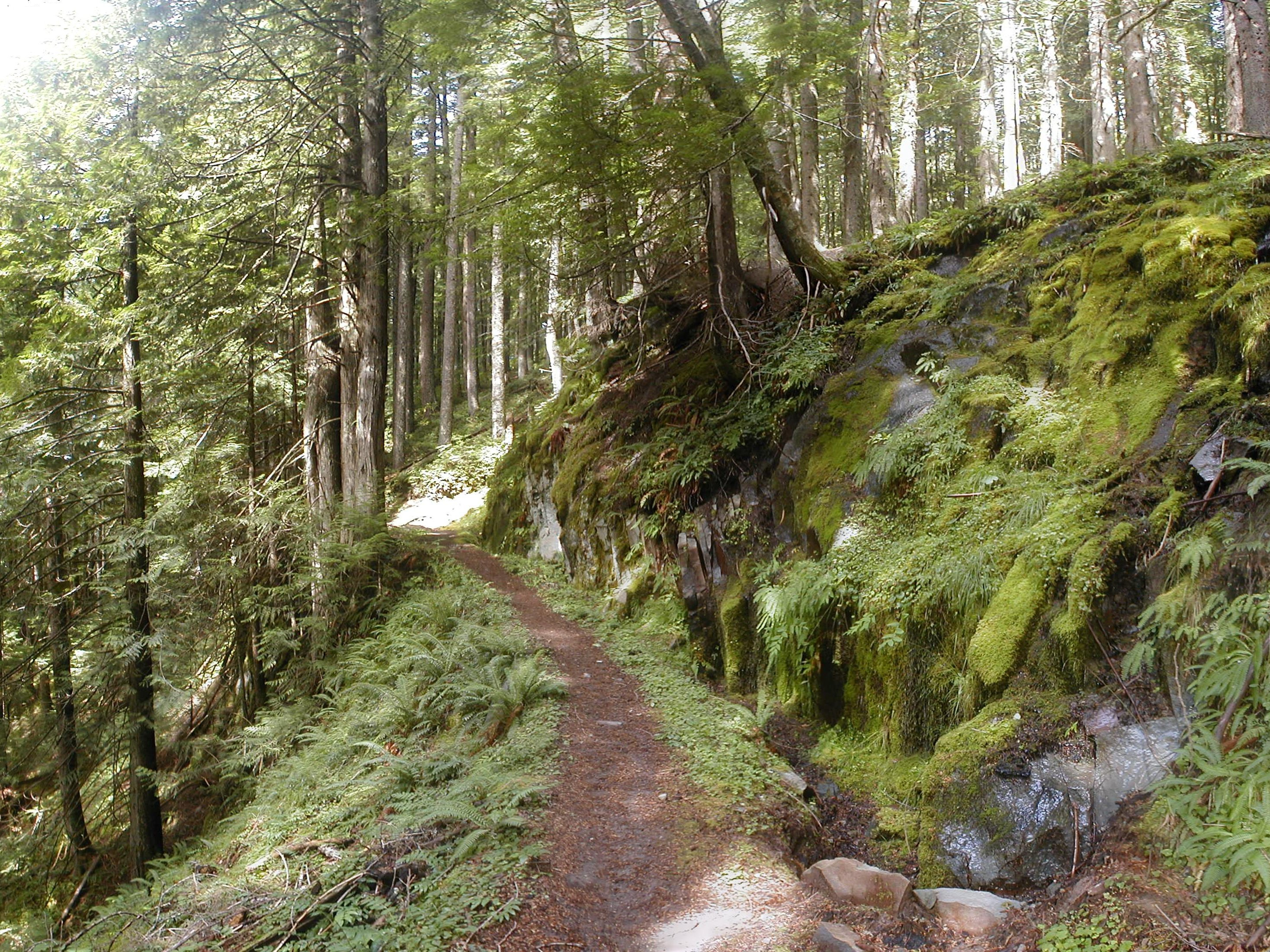
Mont Hood Wilderness
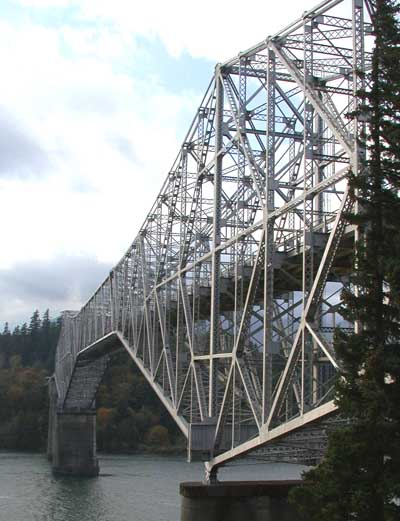
Bridge of the Gods
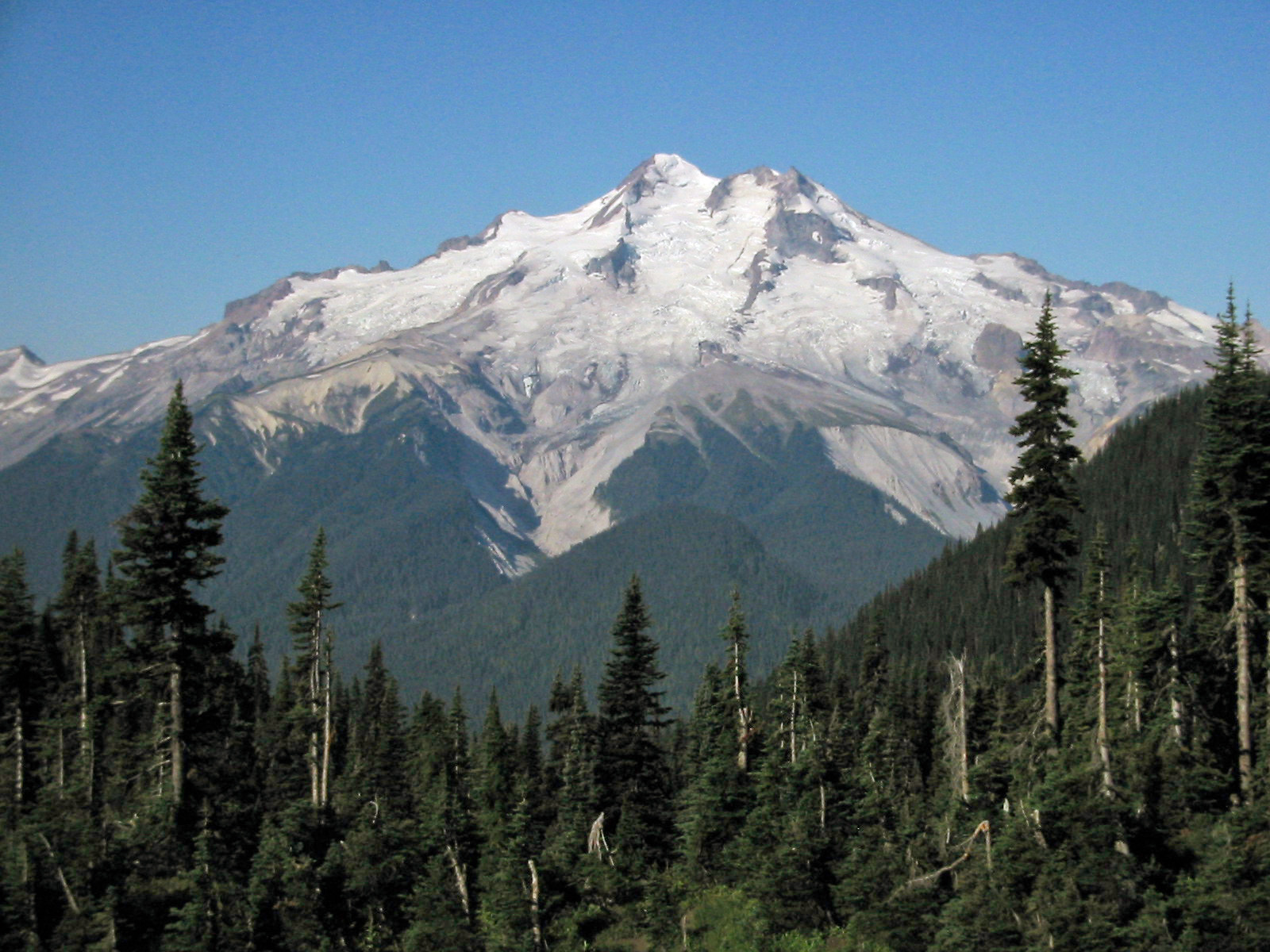
Glacier Peak Wilderness
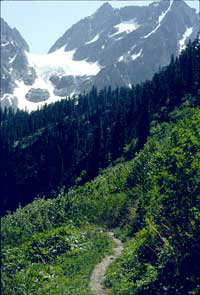
Parc national des North Cascades
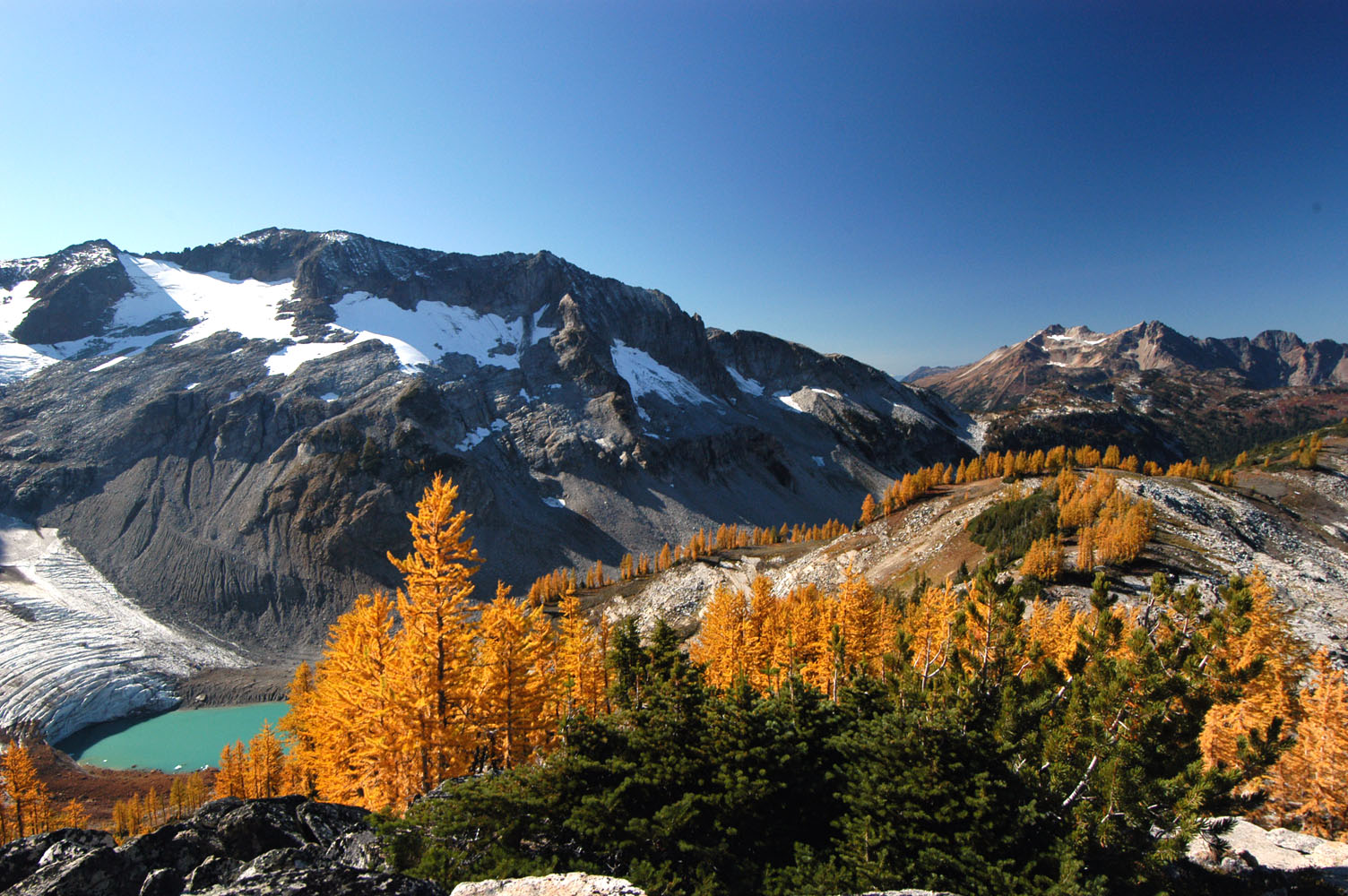
Lac Lyman, Glacier Peak Wilderness

## Dans la culture
Le Pacific Crest Trail sert de décor au film Wild, en 2014 avec Reese Witherspoon dans le rôle principal, adapté du livre Wild: From Lost to Found on the Pacific Crest Trail de Cheryl Strayed.
Il est aussi mentionné dans le film Into the wild, film culte de 2007 issu du livre éponyme.
Luke Healy écrit son expérience du PCT dans une bande dessinée « Americana »